# سيزار ماركانو (لاعب كرة قدم)
سيزار ماركانو (بالإسبانية: César Marcano)‏ هو لاعب كرة قدم فنزويلي، ولد في 31 أكتوبر 1957. شارك مع منتخب فنزويلا لكرة القدم. أما مع النوادي، فقد لعب مع نادي ماريتيمو.